# Vol Tajikistan Airlines 3183
Le 15 décembre 1997, le vol Tajikistan Airlines 3183, un vol charter international assuré par un Tupolev Tu-154B-1, s'est écrasé lors de l'approche de l'aéroport international de Charjah, aux Émirats arabes unis. On ne compte qu'un seul survivant, le navigateur, sur les 79 passagers et 7 membres d'équipage à bord.
Les enquêteurs ont déterminé que la cause probable de l'accident était une erreur de pilotage ayant conduit à un impact sans perte de contrôle (CFIT).

## Accident
Le vol 3183 a décollé de l'aéroport international de Khodjent, au Tadjikistan, dans l'après-midi du 15 décembre. En entrant dans l'espace aérien de l'émirat de Charjah, l'avion a commencé à descendre, dans une zone de légère turbulence. 
Se préparant pour l'approche finale, l'équipage n'a pas remarqué qu'il était trop bas et l'avion s'est écrasé dans le désert, à environ 13 km à l'est de l'aéroport de Charjah. Les 79 passagers, ainsi que six des sept membres d'équipage à bord, ont péri dans l'accident. Le seul survivant a été identifié comme étant le navigateur de vol, Sergei Petrov, 37 ans.

L'épave de l'avion
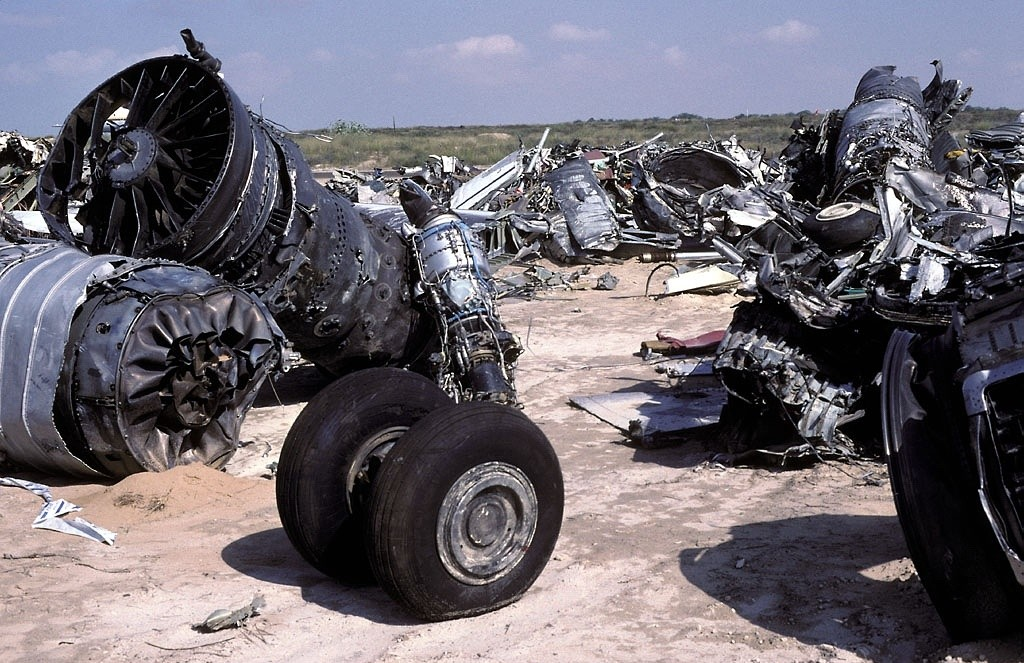
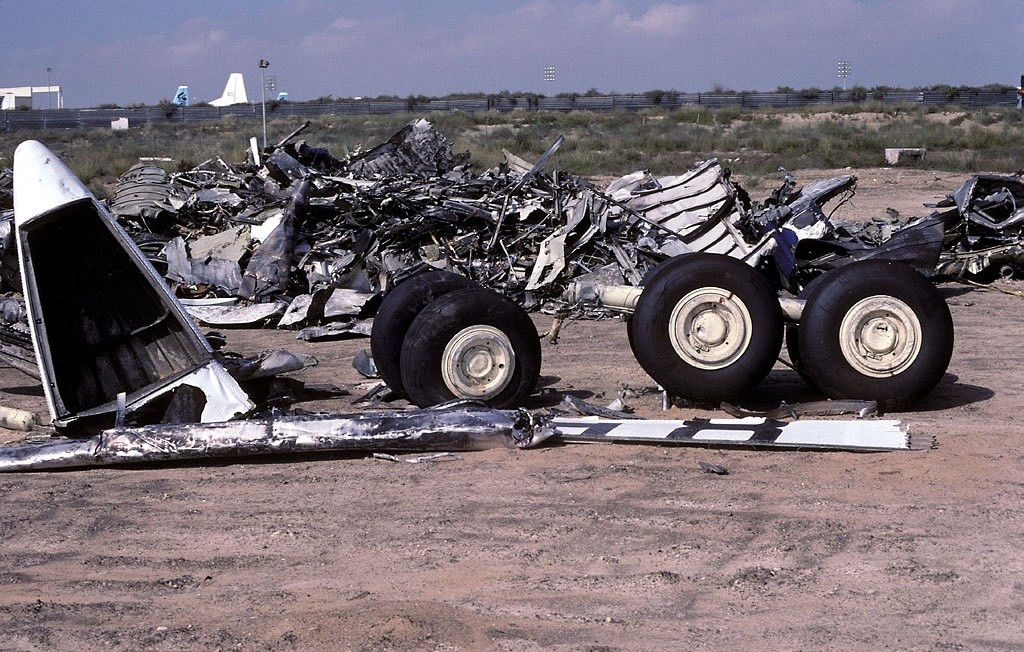

## Enquête
L'Organisation de l'aviation civile internationale (OACI) a suggéré que la cause probable du crash était que les pilotes sont descendu sous l'altitude assignée par le contrôle aérien et a involontairement poursuivi la descente bien avant le seuil de la piste. 
Parmi les facteurs contributifs à cet accident, compte notamment le stress auto-induit par les pilotes, la présence de turbulences pendant la phase de descente et le non-respect des procédures d'exploitation standards de la compagnie aérienne.
Le président de la compagnie aérienne nationale du Tadjikistan, qui avait affrété ce vol, a affirmé qu'une explosion avait eu lieu à bord de l'avion juste avant le crash, mais aucune preuve n'a été retrouvé pour étayer cette affirmation.

## Conséquences
Le président de l'Ouzbékistan, Islam Karimov, a présenté ses condoléances à son homologue tadjik, Emomali Rahmon, après le crash. Les 85 victimes, à l'exception d'une originaire de Kerman, en Iran, étaient toutes originaires de Khodjent ; les cercueils ont été rapatriés par avion pour être enterrés.
Pas moins de 3 000 personnes se sont rassemblées sur la place principale de Khodjent pour assister aux funérailles, tandis que le Premier ministre tadjik, Yahyo Azimov, a parlé d'une « terrible tragédie ». Dix-neuf corps - ceux de 18 ressortissants Tadjiks et un ressortissant Iranien - ont été gravement endommagés lors du crash et n'ont pu être formellement identifiés ; ils ont ensuite été enterrés dans une fosse commune près de l'aéroport international de Douchanbé.